# Eupithecia perpaupera
Eupithecia perpaupera är en fjärilsart som beskrevs av Inoue 1965. Eupithecia perpaupera ingår i släktet Eupithecia och familjen mätare. Inga underarter finns listade i Catalogue of Life.